# أيس تراين
أيس تراين (بالإنجليزية: Harold Hogue)‏ هو مصارع محترف أمريكي، ولد في 13 نوفمبر 1967.

## وصلات خارجية
- أيس تراين على موقع CageMatch worker (الإنجليزية)
- أيس تراين على موقع قاعدة بيانات المصارعة على الإنترنت (الإنجليزية)
- أيس تراين على موقع IMDb (الإنجليزية)
- أيس تراين على موقع قاعدة بيانات الفيلم (الإنجليزية)